# Lycaena borodowskyi
Lycaena borodowskyi är en fjärilsart som beskrevs av Grum-grshimailo 1900. Lycaena borodowskyi ingår i släktet Lycaena och familjen juvelvingar. Inga underarter finns listade i Catalogue of Life.